# Die persische Karawanserei
Die 54 Karawansereien des UNESCO-Welterbes, Die persische Karawanserei stellen nur einen Bruchteil der Karawansereien entlang der antiken persischen Straßen dar. Sie gelten aber als die einflussreichsten und wertvollsten Beispiele für die Karawansereien des Irans, die eine große Bandbreite an architektonischen Stilen, Anpassungen an die klimatischen Bedingungen und Baumaterialien zeigen, die sich über Tausende von Kilometern erstrecken und über viele Jahrhunderte hinweg errichtet wurden.

## Liste der Einzelstätten
Karte mit allen Koordinaten des Abschnitts Liste der Einzelstätten: OSM
| ID       | Name              | Koordinaten | Bild | Beschreibung | Schutzzone [ha] | Pufferzone [ha] |
| -------- | ----------------- | ----------- | ---- | --- | --------------- | --------------- |
| 1668-001 | Deyr-e Gachin     | Lage        |      | Die aus der Sassanidenzeit stammende Karawanserei gilt, auf Grund ihres Alters, ihrer Lage und Architektur als die „Mutter der persischen Karawansereien“. Sie ist eine der größten Karawansereien im Iran. | 1,9             | 237,1           |
| 1668-002 | Noushirvān        | Lage        |      | | 0,64            | 99,79           |
| 1668-003 | Āhovān            | Lage        |      | | 0,69            | 99,79           |
| 1668-004 | Parand            | Lage        |      | | 0,4             | 45,09           |
| 1668-005 | Robāt-e Sharaf    | Lage        |      | Die vermutlich im 12. Jahrhundert gebaute Karawanserei war sowohl ein kommerzieller Außenposten als auch Palast. Die Anlage war mit allen Annehmlichkeiten ausgestattet, die zu jener Zeit als notwendig erachtet wurden, um die Bedürfnisse der Öffentlichkeit und des königlichen Gefolges zu befriedigen. Zu den Räumen gehörten eine Moschee, Unterkünfte, Räume für Versammlungen und Treffen, Ställe, eine Küche und ein Wasserreservoir.                                           | 1,12            | 82,16           |
| 1668-006 | Anjireh Ājori     | Lage        |      | | 1,76            | 82,16           |
| 1668-007 | Anjireh Sangi     | Lage        |      | | 0,09            | 275,74          |
| 1668-008 | Abbās Ābād Tāybād | Lage        |      | | 0,41            | 150,33          |
| 1668-009 | Jamāl Ābād        | Lage        |      | | 0,37            | 13,83           |
| 1668-010 | Qelli             | Lage        |      | | 0,2             | 83,71           |
| 1668-011 | Fakhr-e Dāvūd     | Lage        |      | | 0,16            | 10,09           |
| 1668-012 | Sheikhali Khān    | Lage        |      | | 0,82            | 15,46           |
| 1668-013 | Maranjāb          | Lage        |      | | 0,46            | 226,33          |
| 1668-014 | Amin Ābād         | Lage        |      | | 0,4             | 5,23            |
| 1668-015 | Gabr Ābād         | Lage        |      | | 0,44            | 71,13           |
| 1668-016 | Mahyār            | Lage        |      | | 0,92            | 76,45           |
| 1668-017 | Gaz               | Lage        |      | | 0,9             | 20,36           |
| 1668-018 | Kūhpāyeh          | Lage        |      | | 0,61            | 6,74            |
| 1668-019 | Mazinān           | Lage        |      | | 0,47            | 22,21           |
| 1668-020 | Mehr              | Lage        |      | | 0,63            | 29,79           |
| 1668-021 | Zafarāniyeh       | Lage        |      | | 0,63            | 29,79           |
| 1668-022 | Fakhr Ābād        | Lage        |      | | 0,32            | 16,68           |
| 1668-023 | Sarāyān           | Lage        |      | | 0,19            | 3,61            |
| 1668-024 | Qasr-e Bahrām     | Lage        |      | | 0,65            | 769,49          |
| 1668-025 | Mayāmey           | Lage        |      | | 0,53            | 2,39            |
| 1668-026 | Abbās Ābād        | Lage        |      | | 0,86            | 30,63           |
| 1668-027 | Miāndasht         | Lage        |      | | 2,44            | 197,84          |
| 1668-028 | Zeynoddīn         | Lage        |      | | 0,41            | 269,93          |
| 1668-029 | Meybod            | Lage        |      | | 0,67            | 9,98            |
| 1668-030 | Farasfaj          | Lage        |      | | 0,46            | 12,56           |
| 1668-031 | Īzadkhāst         | Lage        |      | | 0,49            | 37,65           |
| 1668-032 | Bisotūn           | Lage        |      | | 0,81            | 35,36           |
| 1668-033 | Ganjali Khān      | Lage        |      | | 0,38            | 7,27            |
| 1668-034 | Yengeh Emām       | Lage        |      | | 0,49            | 12,29           |
| 1668-035 | Khājeh Nazar      | Lage        |      | | 0,23            | 18,75           |
| 1668-036 | Goujebel          | Lage        |      | | 0,15            | 10,93           |
| 1668-037 | Sāeen             | Lage        |      | | 0,06            | 74,04           |
| 1668-038 | Titi              | Lage        |      | | 0,11            | 12,29           |
| 1668-039 | Dehdasht          | Lage        |      | | 0,16            | 4,51            |
| 1668-040 | Khoy              | Lage        |      | | 0,04            | 6,96            |
| 1668-041 | Bāgh-e Sheikh     | Lage        |      | | 0,53            | 30,8            |
| 1668-042 | Neyestānak        | Lage        |      | | 0,48            | 25,39           |
| 1668-043 | Chehel Pāyeh      | Lage        |      | | 0,33            | 45,54           |
| 1668-044 | Khān              | Lage        |      | | 0,34            | 8,67            |
| 1668-045 | Deh Mohammad      | Lage        |      | | 0,25            | 10,68           |
| 1668-046 | Tāj Ābād          | Lage        |      | | 0,28            | 6,56            |
| 1668-047 | Chāh kūrān        | Lage        |      | | 0,16            | 35,69           |
| 1668-048 | Kharānaq          | Lage        |      | Die Karawanserei aus der Sassanidenzeit wurde durch Muhammad Vali Mirza, dem Sohn von Fath Ali Schah, wiederaufgebaut. | 0,28            | 17,34           |
| 1668-049 | Rashti            | Lage        |      | Dieses Bauwerk aus der Kadscharenzeit ähnelt architektonisch den Karawansereien des Schah Abbasi und wurde von Haj Abolqasem Rashti errichtet. Die Karawanserei hat einen hohen Windfang (Badgir), der schon von weitem zu sehen ist. | 0,5             | 9,54            |
| 1668-050 | Borāzjān          | Lage        |      | Die burgähnliche Karawanserei, die 1288/1871–72 von Mošīr-al-Molk Šīrāzī erbaut wurde, diente in der Pahlavi-Zeit wegen ihrer Lage an einer Seite des zentralen Platzes der Stadt der Polizei zugewiesen. Die Räume rund um den Hof wurden zu Gefängniszellen umfunktioniert und zeitweise, vor allem in der zweiten Hälfte der Regierungszeit von Moḥammad-Reżā Schah Pahlavī, zur Unterbringung politischer Gefangener (darunter Mahdī Bāzargān und Ayatollah Maḥmūd Ṭālaqānī) genutzt. | 0,78            | 6,01            |
| 1668-051 | Chameshk          | Lage        |      | | 0,22            | 11,67           |
| 1668-052 | Afzal             | Lage        |      | Die Karawanserei stammt aus der Zeit der Kadscharen (1785–1925) und wurde bis zur Herrschaft von Mohammad Reza Pahlavi (1919–1980) als Getreidespeicher und Vertriebszentrum genutzt. Später wurde das Gebäude als Lagerhaus genutzt, bevor es in den letzten Jahren aufgegeben wurde. Die Karawanserei wurde von Haj Jafar Memar, einem führenden Architekten der Zeit, gebaut. | 0,1             | 1,42            |
| 1668-053 | Bastak            | Lage        |      | | 0,1             | 2,24            |
| 1668-054 | Saʿadossaltaneh   | Lage        |      | Die während der Kadscharendynastie gebaute Karawanserei ist eine der am besten erhaltene städtischen Karawansereien des Iran. | 2,58            | 11,28           |